# Rudolf Berthold (Fußballspieler)
Rudolf Berthold (* 1. April 1903 in Oschatz; † 28. Dezember 1976) war ein deutscher Fußballspieler. Mit seinem Verein Dresdner SC gewann der Außenläufer und Halbstürmer fünf Mal die Mitteldeutsche Fußballmeisterschaft und 1934 die Meisterschaft in der Gauliga Sachsen und nahm somit mit dem DSC von 1926 bis 1934 an insgesamt 15 Spielen mit drei Toren an der Endrunde um die deutsche Fußballmeisterschaft teil. Am 15. April 1928 kam er in Bern gegen die Schweiz zu seinem einzigen Länderspieleinsatz in der deutschen Fußballnationalmannschaft.

## Karriere

### Vereine
Berthold spielte laut Tauber von 1913 bis 1934 als linker und rechter Außenläufer für den Dresdner SC im Verband Mitteldeutscher Ballspiel-Vereine; im Seniorenbereich ab der Saison 1922/23 im Kreis Ostsachsen, und 1933/34 auch noch das erste Jahr in der neuen Gauliga Sachsen, in einer von 16 Gauligen als höchste deutsche Spielklasse im Deutschen Reich. Berthold gewann mit seinen Mannschaftskameraden des DSC die erste Meisterschaft in der Gauliga Sachsen und nahm zu seinem Abschied in Dresden nochmals an der Endrunde um die deutsche Fußballmeisterschaft teil. Während seiner Vereinszugehörigkeit errang er mit dem Verein acht Titel. Aufgrund seiner Meisterschaftserfolge nahm er mit der DSC-Mannschaft an sieben Endrunden um die Deutsche Meisterschaft teil, in denen er in insgesamt 15 Spielen drei Tore erzielte. Sein erstes Spiel um die deutsche Meisterschaft absolvierte Berthold mit 23 Jahren am 16. Mai 1926 bei einer überraschenden 0:1-Niederlage gegen den Breslauer SC 08. Er war aber schon im Oktober/November 1923 als 20-Jähriger in der Auswahl von Mitteldeutschland im Bundespokal aufgelaufen.
In den Endrunden um die deutsche Meisterschaft tat sich der Dresdner SC in der Zeitphase mit Berthold schwer. Einmal, in der Saison 1929/30, zog Berthold mit Mannschaftskollegen wie Georg Köhler, Richard Gedlich und Richard Hofmann in das Halbfinale ein; das wurde aber am 15. Juni in Duisburg gegen Holstein Kiel mit 0:2 verloren. In seiner letzten DM-Endrunde 1933/34 schied Dresden punktgleich – beide Vereine errangen 9:3 Punkte – hinter dem 1. FC Nürnberg nach der Gruppenphase wegen des schlechteren Torverhältnisses aus dem Wettbewerb aus. Das letzte Gruppenspiel wurde am 13. Mai vor 46.000 Zuschauern im Ostragehege gegen den „Club“ verloren, womit der bayerische Gaumeister den Punktegleichstand herstellen konnte. Berthold hatte nochmals alle sechs Endrundenspiele an der Seite von Mannschaftskollegen wie Willibald Kreß, Walter Kreisch, Kurt Stössel, Georg Köhler, Helmut Schön, Richard Hofmann und Friedrich Müller absolviert.
Aus beruflichen Gründen wechselte er 1934 für zwei Jahre als Versicherungsvermittler der Allianz Versicherungs-AG nach Berlin und spielte dort für den betrieblichen Sportverein Allianz Berlin. Nach dem Zweiten Weltkrieg kehrte er nach Dresden zurück, wo er mehrere unterklassige Vereine betreute, aber auch in der Saison 1952/53 in der DDR-Oberliga ab Oktober 1952 Rotation Dresden trainierte.

### Auswahl-/Nationalmannschaft
Am 15. April 1928 kam er in Bern zu seinem einzigen Länderspieleinsatz. Vor 16.000 Zuschauern traf die A-Nationalmannschaft in einem Vorbereitungsspiel für das olympische Fußballturnier 1928 in Amsterdam auf die Schweizer Nationalmannschaft. In der vom späteren FIFA-Präsidenten Stanley Rous geleiteten Begegnung gelang ein 3:2-Sieg. In der Läuferreihe trat die DFB-Elf mit Georg Knöpfle, Ludwig Leinberger und Berthold an. Knöpfle war wie der Spieler aus Dresden ein Debütant und Mittelläufer Leinberger brachte die Erfahrung eines Länderspieles ein.
War die Zeit in der Nationalmannschaft kurz, so gehörte Berthold in der Auswahlmannschaft des Verbandes Mitteldeutscher Ballspiel-Vereine von 1923 bis 1931 zum festen Inventar. Dreimal, 1925, 1927 und 1931 erreichte er die Endspiele um den Bundespokal, doch nur einmal, am 6. März 1927, gewann er in Altona mit 1:0 gegen den Gastgeber, der Auswahlmannschaft des Norddeutschen Fußball-Verbandes den Pokal. Mit Vereinsspieler Hugo Mantel und dem Leipziger Eduard Pendorf bildete er dabei die Läuferreihe. Otto Harder, Franz Horn und Eduard Wolpers konnten in der norddeutschen Auswahl die Abwehr des VMBV nicht überwinden. Insgesamt wird Rudolf Berthold von 1923 bis 1931 mit 13 Einsätzen in der Auswahl des VMBV notiert und nimmt damit hinter Paul Pömpner (20), Arthur Gäbelein und Eduard Pendorf mit je 16 Auswahleinsätzen im Bundespokal den vierten Rang in der Einsatzliste ein.
Zum 1. Mai 1933 war Berthold der NSDAP beigetreten (Mitgliedsnummer 2.982.085).

## Erfolge
- Meister der Gauliga Sachsen 1934
- Mitteldeutscher Meister 1926, 1929, 1930, 1931, 1933
- Mitteldeutscher Pokalsieger 1928, 1933
- Bundespokal-Sieger 1927, Finalist 1925, -Finalist 1931